# Saraí Ojeda
Saraí Ojeda (Veracruz, 1980) es una fotógrafa y artista visual mexicana que recupera en su obra temas como la violencia, el matriarcado, el dolor, el duelo y el temor. Su trabajo le  ha valido reconocimientos a nivel nacional e internacional; obtuvo el primer lugar en el Festival Internacional de la Imagen (2021). Su obra fue seleccionada en el 2001 por la Séptima Bienal de Fotografía en Puebla y en 2008 en la Primera Bienal de Artes Gráficas. Su arte ha sido exhibido en diversos países como Argentina, España, Francia y la India.

## Trayectoria
Estudió la licenciatura en Comunicación y Periodismo en la Universidad Veracruzana. Realizó la maestría en Artes en la Universidad Autónoma del Estado de Morelos donde obtuvo mención honorífica, realizó una estancia en España en la Facultad de Bellas Artes de la Universidad de Granada. Se ha presentado en diversos espacios culturales entre ellos la Fototeca Nacional del Instituto Nacional de Antropología e Historia (INAH). Ha tomado diversos cursos y talleres de fotografía y cine. 
Es profesora e investigadora donde ha impartido clases a nivel universitario en la Universidad Autónoma de Chapingo y el Centro Morelense de las Artes y Facultad de Artes de la Universidad Autónoma de Morelos. Ha impartido talleres y cursos entre ellos el taller Las posibilidades del libro: taller de libro de artista.

## Obras
Realizó el foto libro Donde no puedas verme, en el que refleja la historia de mujeres de cuatro generaciones que habitaron en la misma casa, y expone tres etapas que hablan de la identidad familiar: la primera es relacionada con la infancia, la segunda corresponde a los espacios donde la mujer habitó desde la infancia y la tercera parte es la historia acerca de ella misma. En el foto libro refleja un acercamiento a la infancia, a la intimidad desde el hogar.
Su trabajo ha sido exhibido en espacios culturales alrededor de la República Mexicana como Puebla, Oaxaca, Veracruz, Morelia, Mérida y su obra se ha publicado en diferentes revistas como La palabra y el hombre, Cuartoscuro y en la Revista Digital Antídoto.